# Laurent Ulrich
Laurent Bernard Marie Ulrich (Dijon, 7 september 1951)  is een Frans geestelijke en een aartsbisschop van de Rooms-Katholieke Kerk.
Ulrich studeerde filosofie aan de universiteit van Bourgondië en theologie aan de katholieke universiteit van Lyon. Hij werd op 2 december 1979 priester gewijd. Vervolgens verrichtte hij pastorale werkzaamheden in het bisdom Dijon.
Op 6 juni 2000 werd Ulrich benoemd tot aartsbisschop van Chambéry. Zijn bisschopswijding vond plaats op 10 september 2000 door kardinaal Louis-Marie Billé. Van 2007 tot 2013 was hij ondervoorzitter van de Franse bisschoppenconferentie.
Op 1 februari 2008 werd Ulrich benoemd tot bisschop van Rijsel, met de persoonlijke titel van aartsbisschop. Toen het bisdom Rijsel op 29 maart 2008 werd omgezet in een aartsbisdom, werd Ulrich hiervan de eerste aartsbisschop. Op sociaal gebied, zoals over migratie, nam hij progressieve standpunten in.
Op 26 april 2022 werd Ulrich benoemd tot aartsbisschop van Parijs.
- Bibliothèque nationale de France: cb121606235 (data)
- Gemeinsame Normdatei: 1062686284
- International Standard Name Identifier: 0000 0000 0079 5684
- Library of Congress Control Number: no2015006939
- Nederlandse Thesaurus van Auteursnamen: 095753044
- Réseau des bibliothèques de Suisse occidentale: 02-A020144299
- Système universitaire de documentation: 03012784X
- Virtual International Authority File: 313497548
- WorldCat: E39PBJwD3rHK4BgcdjrXVtFdwC